# Montabot
Montabot ist eine französische Gemeinde mit 272 Einwohnern (Stand 1. Januar 2022) im Département Manche in der Region Normandie. Sie gehört zum Arrondissement Saint-Lô und zum Kanton Villedieu-les-Poêles-Rouffigny.
Sie grenzt im Norden an Beaucoudray, im Nordosten an Tessy-sur-Vire, im Südosten an Gouvets, im Süden an Margueray (Berührungspunkt) und im Südwesten und Westen an Percy-en-Normandie. 

## Bevölkerungsentwicklung

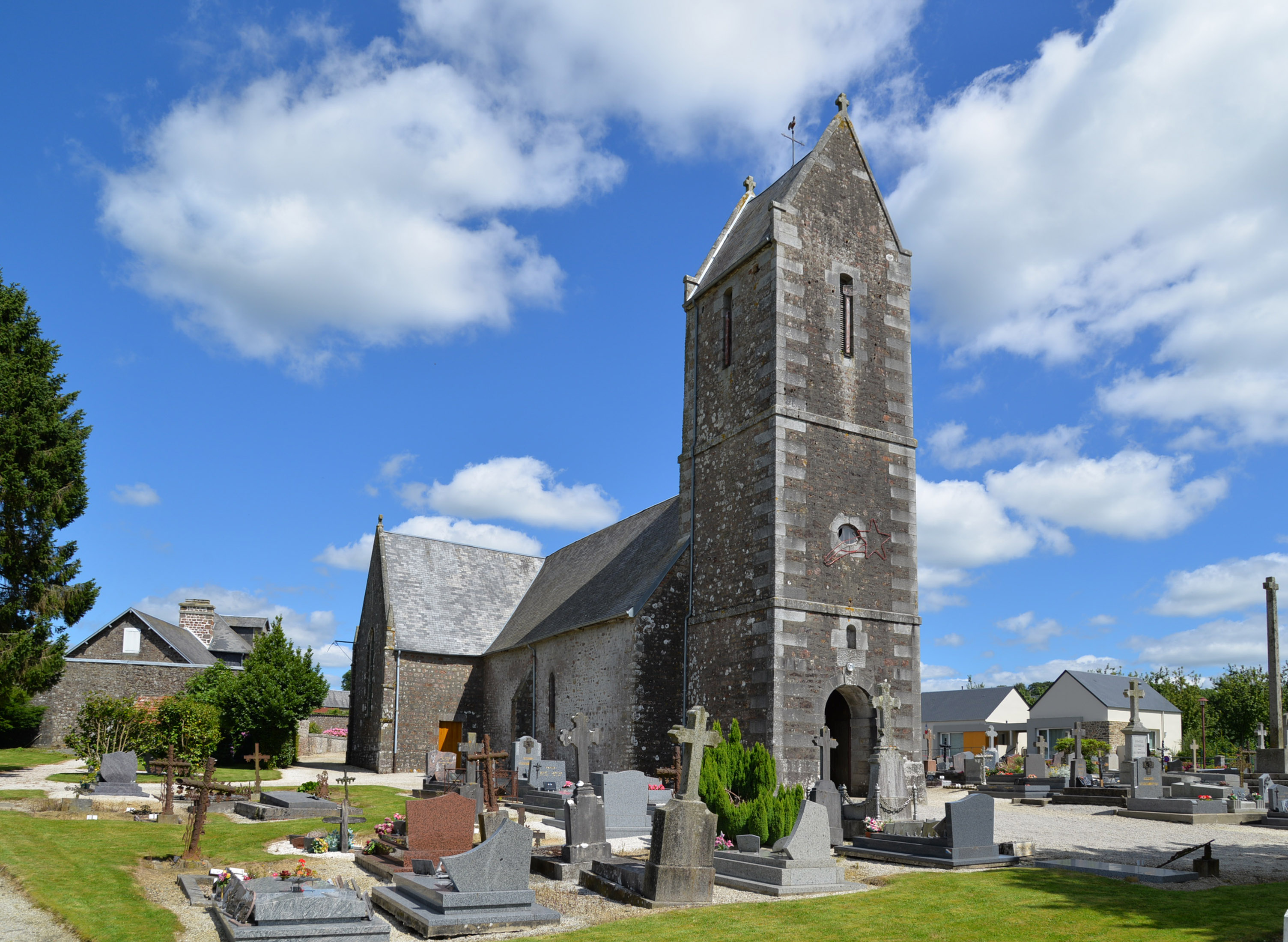
Kirche Mariä Himmelfahrt

| Jahr      | 1962 | 1968 | 1975 | 1982 | 1990 | 1999 | 2008 | 2018 |
| --------- | ---- | ---- | ---- | ---- | ---- | ---- | ---- | ---- |
| Einwohner | 450  | 395  | 352  | 329  | 290  | 272  | 291  | 277  |